# 万宝年
万宝年（1962年—），男，汉族，中华人民共和国物理学家，曾担任中国科学院合肥物质科学研究院等离子体物理研究所副所长、博士生导师，现任中国科学院合肥物质科学研究院副院长，等离子体物理研究所所长，第十一、十二、十三届全国政协委员。

## 生平
2008年，当选第十一届全国政协委员，代表科学技术界，分入第三十组。2018年1月，当选第十三届全国政协委员。